# جيف بيلينغتون
جيف بيلينغتون (بالإنجليزية: Geoff Billington)‏ هو فارس ‏ بريطاني، ولد في 2 مارس 1955 في تشيشير في المملكة المتحدة.

## وصلات خارجية
- جيف بيلينغتون على موقع أوليمبيديا (الإنجليزية)
- جيف بيلينغتون على موقع اللجنة الأولمبية البريطانية (الإنجليزية)